# 1299 Mertona
1299 Mertona (1934 BA) là một tiểu hành tinh vành đai chính được phát hiện ngày 18 tháng 1 năm 1934 bởi G. Reiss ở Algiers.